# Le Maître du Zodiaque
Zodiaque
Le Maître du Zodiaque ou Zodiaque II est une mini-série franco-belgo-suisse en cinq épisodes, réalisée par Claude-Michel Rome sur un scénario de Franck Ollivier et Malina Detcheva et diffusée à partir du 28 juin 2006 sur TSR1 et du 10 juillet 2006 sur TF1. Rediffusé sur Téva en juillet 2015.

## Synopsis
Cette mini-série est la suite de Zodiaque, saga de l'été 2004 sur TF1.
Après la première saison de Zodiaque, Esther s'est exilée à New York où elle est devenue consultante en astrologie auprès du FBI. Elle vit avec Quentin, son fils adoptif. Mathias Rousseau, alias le Zodiaque, qu'on avait laissé pour mort, criblé de balles, a passé six mois dans le coma. 
Deux ans après, en juillet 2006, Esther revient à Aix-en-Provence pour témoigner au procès de Mathias, son frère jumeau qui a terrorisé la région sous le nom de Zodiaque. Ce retour lance à nouveau une vague de meurtres. En secret, Antoine Keller fait sortir Mathias Rousseau de prison pour voir qui est le Maître du Zodiaque. 
La nouvelle intrigue mêle deux familles : la famille Saint-André, décimée par le zodiaque en 2004 et la famille Daguerre, riche famille suisse, fondatrice d'un institut d'éducation.

## Fiche technique
- Réalisation : Claude-Michel Rome
- Assistant réalisateur : Michel Dubois
- Production : Alma Productions, TSR et RTL-TVI
- Scénario : Franck Ollivier et Malina Detcheva
- Directeur de la photo : Bernard Dechet
- Cadreur : Lorenzo Donati
- Effets visuels : Olivier Poujaud
- Décors : Jean Bauer
- Costumes : Pascale Arrou
- Maquillage : Dany Vasseur
- Ingénieur du son : François de Morant
- Musique : Frédéric Porte
- Montage : Stéphanie Mahet et Karine Olivier

## Distribution
- Claire Keim : Esther Delaître
- Francis Huster : le Commissaire de Police Antoine Keller
- Natacha Lindinger : Capitaine de Gendarmerie Eva Trammel
- Yannis Baraban : Mathias Rousseau, le "Zodiaque", jumeau d'Esther Delaître
- Jean-Pierre Bouvier : Pierre Saint-André
- Anne Jacquemin : Juliette Saint-André
- Stéphan Guérin-Tillié : Jérome Saint-André
- Patrick Bosso : le Capitaine de Police Spagnolo, adjoint de Keller
- Jérôme Anger : Alexis Daguerre, fils de Pierre-Antoine Daguerre
- Boris Terral : Loïc Daguerre, fils d'Alexis Daguerre
- Lydia Andréï : Philippine Daguerre, femme de Bertrand
- André Oumansky : Pierre-Antoine Daguerre
- Thibaut Corrion : Fabrice Laval, élève à l'institut Daguerre
- Toinette Laquière : Léa Daguerre, fille d'Alexis et d'Hélène
- Kerian Mayan : Quentin, fils adoptif d'Esther
- Brea Cola : Cindy, la baby-sitter de Quentin
- Aurore Clément : Grâce Delaître, mère d'Esther et de Mathias
- Consuelo de Haviland : Betty Fersen
- Sonia Sudi : Mekki
- Josy Bernard : Hélène Daguerre, femme d'Alexis
- Michel Voita : Bertrand Daguerre, fils de Pierre-Antoine
- Yann Babilee-Kéogh : Karl Fournier
- Mathilde Pénin : Nicole
- Anne Canovas : Giovanna Livio

## Production
Le Maître du Zodiaque a bénéficié d'un budget de 12 millions d'euros, et a été produit par Alma Productions, et coproduit par la Télévision suisse romande ainsi que par RTL-TVI (télévision belge).
Le tournage a duré cent dix jours, dont cinquante trois en Suisse, principalement dans le canton de Vaud. L'hôtel de Jérome Saint-André est un grand hôtel sur les hauteurs de Vevey, l'Hôtel Le Mirador Kempinski au Mont-Pèlerin à Chardonne. L'Institut Daguerre est une école hôtelière de Leysin (la SHMS School of Swiss Hotel Management), la banque Saint-André est un palace de Lausanne, la brigade de gendarmerie de Keller à Evian est le Centre mondial du cyclisme (UCI) à Aigle. Le lac des Anges est le lac des Chavonnes. Les scènes se déroulant à la douane Franco-Suisse ont été tournées au pont de la Porte-du-Scex près de Vouvry en Valais qui se trouve en réalité à environ 10 km de la véritable douane, la péniche d'Eva est au port de Lutry sur le lac Léman, certaines scènes se déroulant dans une carrière ont été tournées près de Bex sur le "Montet" dans l'usine Fixit (ex Gipsunion). Le téléphérique est celui du domaine Glacier 3000 (Les Diablerets-Gstaad) dont le départ se trouve au col du Pillon. L'hôtel abandonné dans lequel Alexis Daguerre retient Esther lors de l'épisode 5 est l'hôtel "Les Chamois", à Leysin dans le secteur Praz Réas. Il s'agit d'un hôtel réellement abandonné à l'époque du tournage.
En région parisienne, plusieurs scènes ont été tournées dans les couloirs du Fort de Cormeilles
Cinquante jours de tournage étaient prévus en région parisienne dont quatre semaines dans les studios d'Asnières-sur-Seine. Pendant les émeutes de banlieues, dans la nuit du 5 au 6 novembre 2005, un incendie d'origine criminelle a détruit un studio de trois mille mètres carrés, qui abritait une partie des décors du Maître du Zodiaque.
Sept jours de tournage ont eu lieu dans les environs de Marseille, où ont été tournées les scènes de tribunal et d'appartement de Grace.

## Audiences
Épisode 1 - Lundi 10 juillet à 20h50 sur TF1: 8,8 millions de téléspectateurs.
Épisode 2 - Lundi 17 juillet à 20h50 sur TF1: 8,5 millions de téléspectateurs.
Épisode 3 - Lundi 24 juillet à 20h50 sur TF1: 7,5 millions de téléspectateurs.
Épisode 4 - Lundi 31 juillet à 20h50 sur TF1: 7,7 millions de téléspectateurs.
Épisode 5 - Lundi 7 août à 20h50 sur TF1: 8,1 millions de téléspectateurs.
Cette saga de l'été fut lancée tardivement, mais réussit néanmoins à trouver son public : une moyenne de 8,1 millions de téléspectateurs (soit 39,9 % de parts d'audience) ont suivi la série. Elle ne réussit pas cependant à atteindre les audiences de Zodiaque ou de Dolmen.

## Commentaires
D'après les acteurs, cette saison est plus sombre et plus violente que le premier Zodiaque.
Innovation en France, les épisodes ont été visibles gratuitement en ligne (VOD - streaming) durant une semaine après leur diffusion sur TF1. Le financement a été fait par insertion de publicités à l'intérieur de la vidéo.
Le DVD de la série est vu dans un épisode de la série RIS Police Scientifique (épisode Eaux profondes, 2007)